# Gmina związkowa Gau-Algesheim
Gmina związkowa Gau-Algesheim (niem. Verbandsgemeinde Gau-Algesheim) – gmina związkowa w Niemczech, w kraju związkowym Nadrenia-Palatynat, w powiecie Mainz-Bingen. Siedziba gminy związkowej znajduje się w mieście Gau-Algesheim.

## Podział administracyjny
Gmina związkowa zrzesza osiem gmin, w tym jedną gminę miejską (Stadt) oraz siedem gmin wiejskich:
1. Appenheim
2. Bubenheim
3. Engelstadt
4. Gau-Algesheim
5. Nieder-Hilbersheim
6. Ober-Hilbersheim
7. Ockenheim
8. Schwabenheim an der Selz